# João Alves dos Santos
Dom Frei João Alves dos Santos, O.F.M.Cap. (Alto Alegre, 9 de dezembro de 1956 — São Paulo, 9 de abril de 2015) foi um frei católico brasileiro, terceiro bispo da Diocese de Paranaguá.

## Vida Religiosa
Fez a sua Profissão Temporária aos 1 de fevereiro de 1978, a profissão perpétua no dia 17 de abril de 1982. No dia 4 de dezembro de 1982, foi ordenado padre, ficando sete anos como pároco na mesma cidade. Dom João trabalhou três anos como animador vocacional da Província dos Capuchinhos, em Piracicaba (SP). Ainda na cidade, trabalhou seis anos na Pastoral Vocacional Missões Populares e mais seis anos como formador do Conselho Provincial dos Capuchinhos.
Em 2001, trabalhou na Paróquia Imaculada Conceição, atuando como provincial na capital paulista. Foi reeleito em 2004, permanecendo no cargo até o último dia 2 de agosto, quando foi nomeado bispo de Paranaguá pelo Papa Bento XVI .

## Morte
O bispo deu entrada no Hospital Santa Catarina, em São Paulo, no dia 14 de março, simplesmente para consulta de rotina. Foi detectado em primeiro instante uma infecção nos rins e a médica pediu que ele fosse internado imediatamente. Segundo fontes, ele nunca ficou doente nos nove anos em que esteve à frente da Diocese de Paranaguá. Faleceu às 2h30 da madrugada de 9 de abril de 2015 .
Dom João era responsável pela Pastoral Afro-Brasileira da Conferência Nacional dos Bispos do Brasil (CNBB).